# Leptotrichiaceae
Famille
Les Leptotrichiaceae sont une famille de bacilles Gram négatifs de l'ordre des Fusobacteriales. Son nom provient de Leptotrichia qui est le genre type de cette famille.

## Taxonomie
Cette famille est proposée en 2012 par J.T. Staley et W.B. Whitman dans la deuxième édition du Bergey's Manual of Systematic Bacteriology. Elle est validée la même année par une publication dans l'IJSEM.

## Liste de genres
Selon la LPSN (18 novembre 2022) :
- Caviibacter Eisenberg et al. 2016
- Leptotrichia Trevisan 1879 – genre type
- Oceanivirga Eisenberg et al. 2016
- Pseudoleptotrichia Eisenberg et al. 2020
- Pseudostreptobacillus Eisenberg et al. 2020
- Sebaldella Collins & Shah 1986
- Sneathia Collins et al. 2002
- Streptobacillus Levaditi et al. 1925